# Quartier d'Aligre
Le quartier d’Aligre est un quartier historique et populaire de Paris

## Situation et accès
Il est situé dans le 12e arrondissement. Il est plus ou moins inscrit dans le quartier administratif des Quinze-Vingts.
Le marché d'Aligre, le long de la rue d’Aligre, et le marché couvert Beauvau-Saint-Antoine, sur la place d’Aligre, forment un point fort de l'animation du quartier.
Le quartier possède une des premières radios libres, Aligre FM, créée en 1981, sous la forme d'une association loi de 1901, sur la base d'une expérience de communication locale de quartier.
La Commune libre d'Aligre, association de quartier régie par la loi de 1901, née en 1955 sous l’égide d’un commerçant de la halle Beauvau, assure l’animation du quartier d’Aligre.

## Origine du nom
Ce quartier tire son nom et s'étend autour de la place d'Aligre et la rue d'Aligre.

## Historique
Quartier créé vers 1778 par lotissement d'une partie des terres de l’abbaye Saint-Antoine.
Un arrêt du conseil de janvier 1880 prévoyait que le marché et la place devaient se nommer marché et place de l'abbaye Saint-Antoine, et que plusieurs voies nouvelles devaient être créées : rue d'Aligre, rue de Cotte, rue Trouvée (réunie à la rue de Cotte depuis), rue Beauveau devenue rue Beccaria et la rue Lenoir (réunie à la rue d'Aligre depuis).
L'arrêt n'a pas été respecté pour les dénominations de la place et du marché.
C'est l'architecte et spéculateur immobilier parisien Samson-Nicolas Lenoir qui sera chargé des constructions nouvelles, dont le marché couvert Beauvau-Saint-Antoine, construit en 1779.
Ce marché a été reconstruit en 1843 par Marc-Gabriel Jolivet, architecte de la Ville de Paris. Plus récemment, la place a été rénovée au milieu des années 2000.

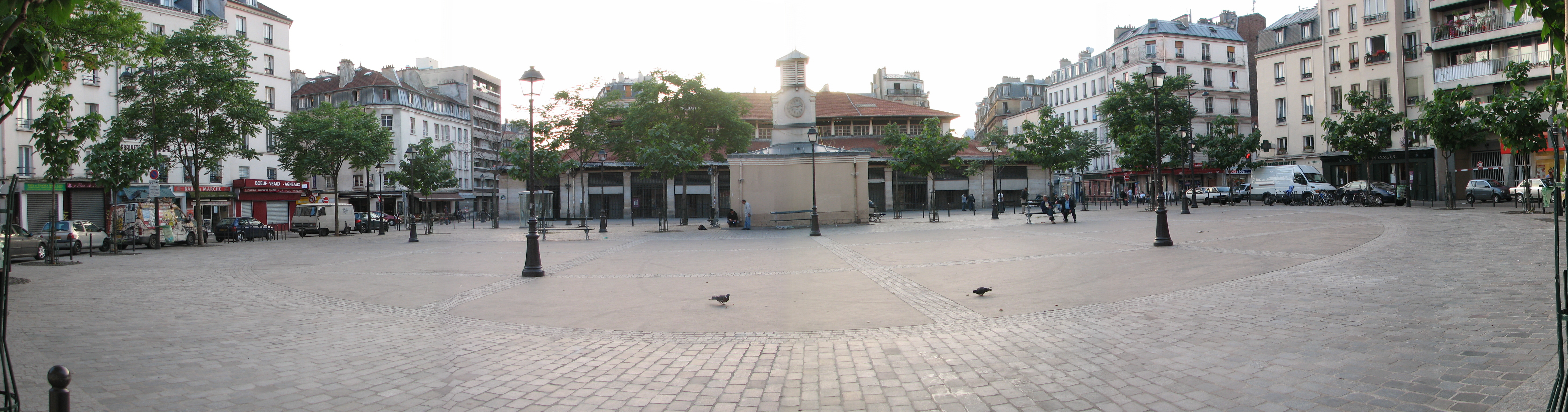
Panoramique de la place d'Aligre en 2008.
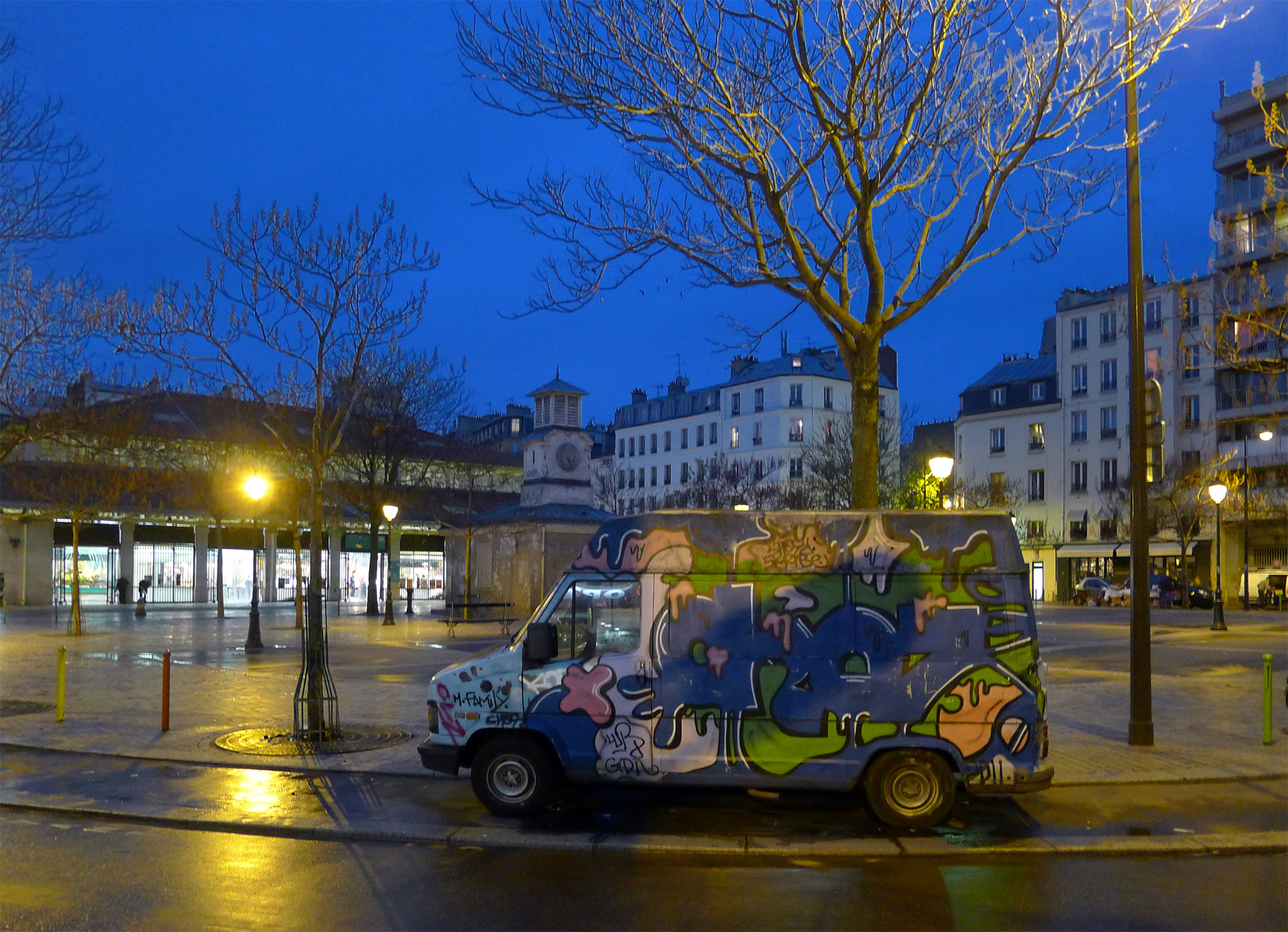
La place, le soir.

Ce quartier, comme de nombreux autres de l'Est parisien, subit depuis quelques années un phénomène de gentrification.

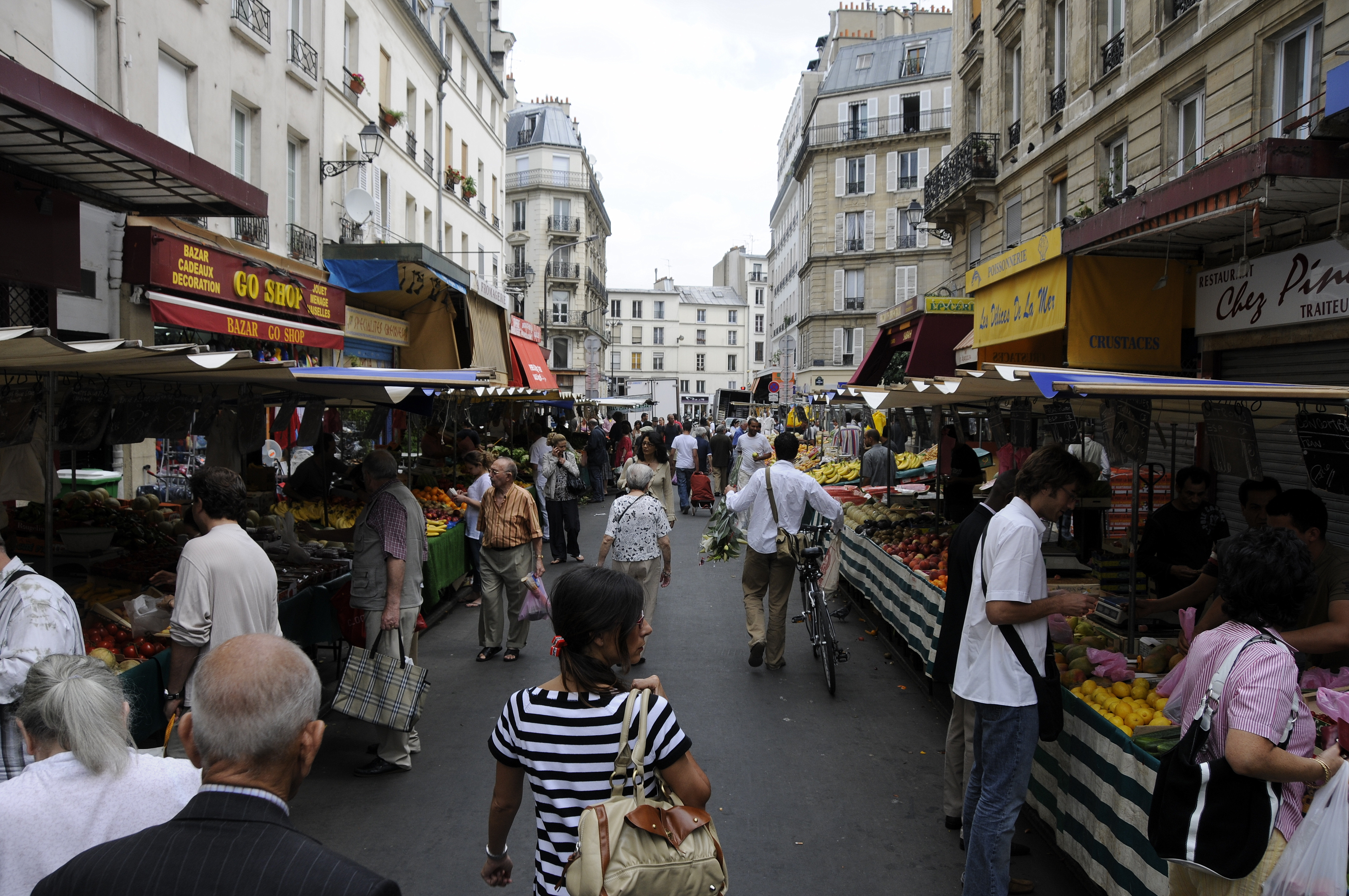
Marché rue d'Aligre en 2008.
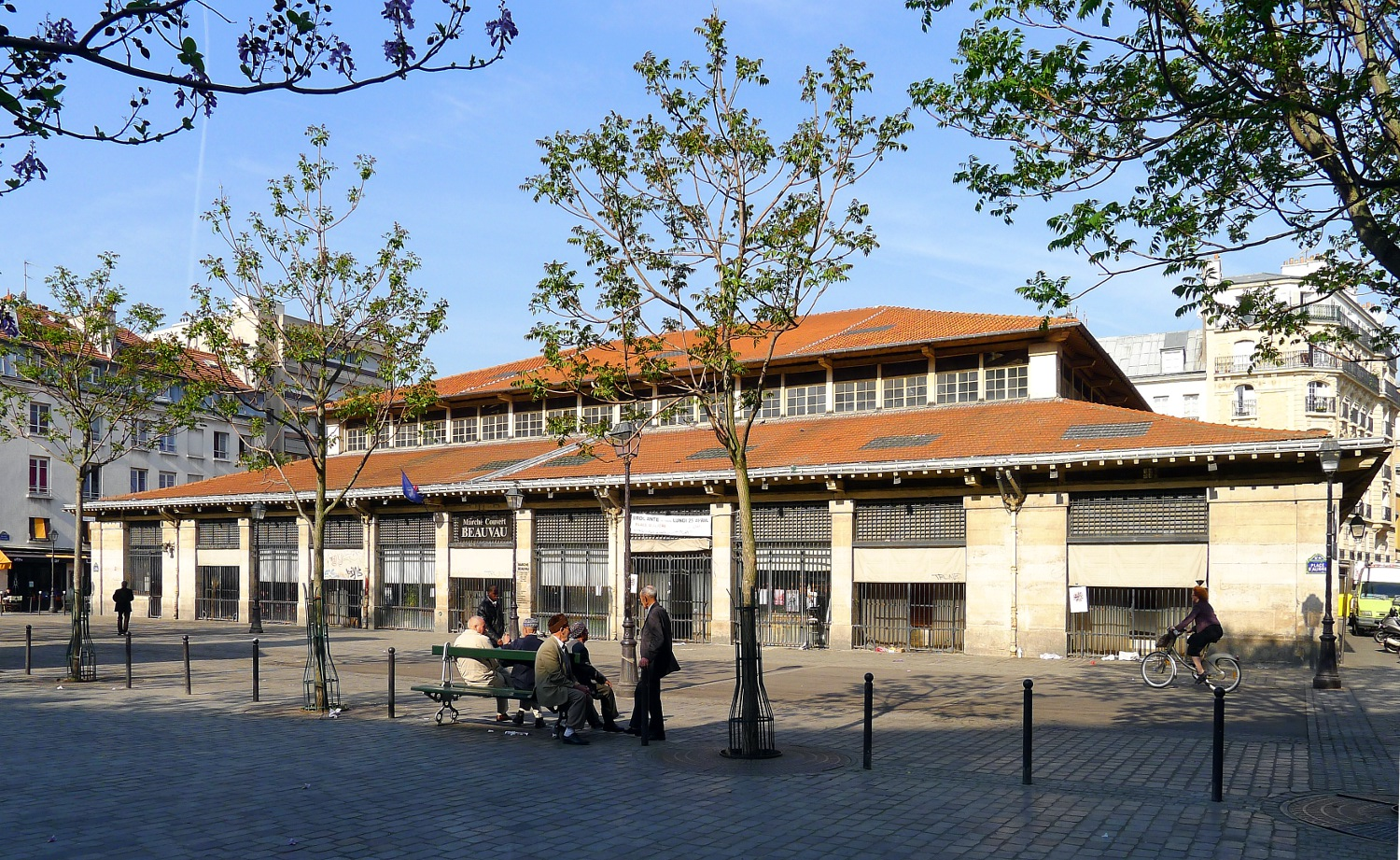
Marché Beauvau en 2011.
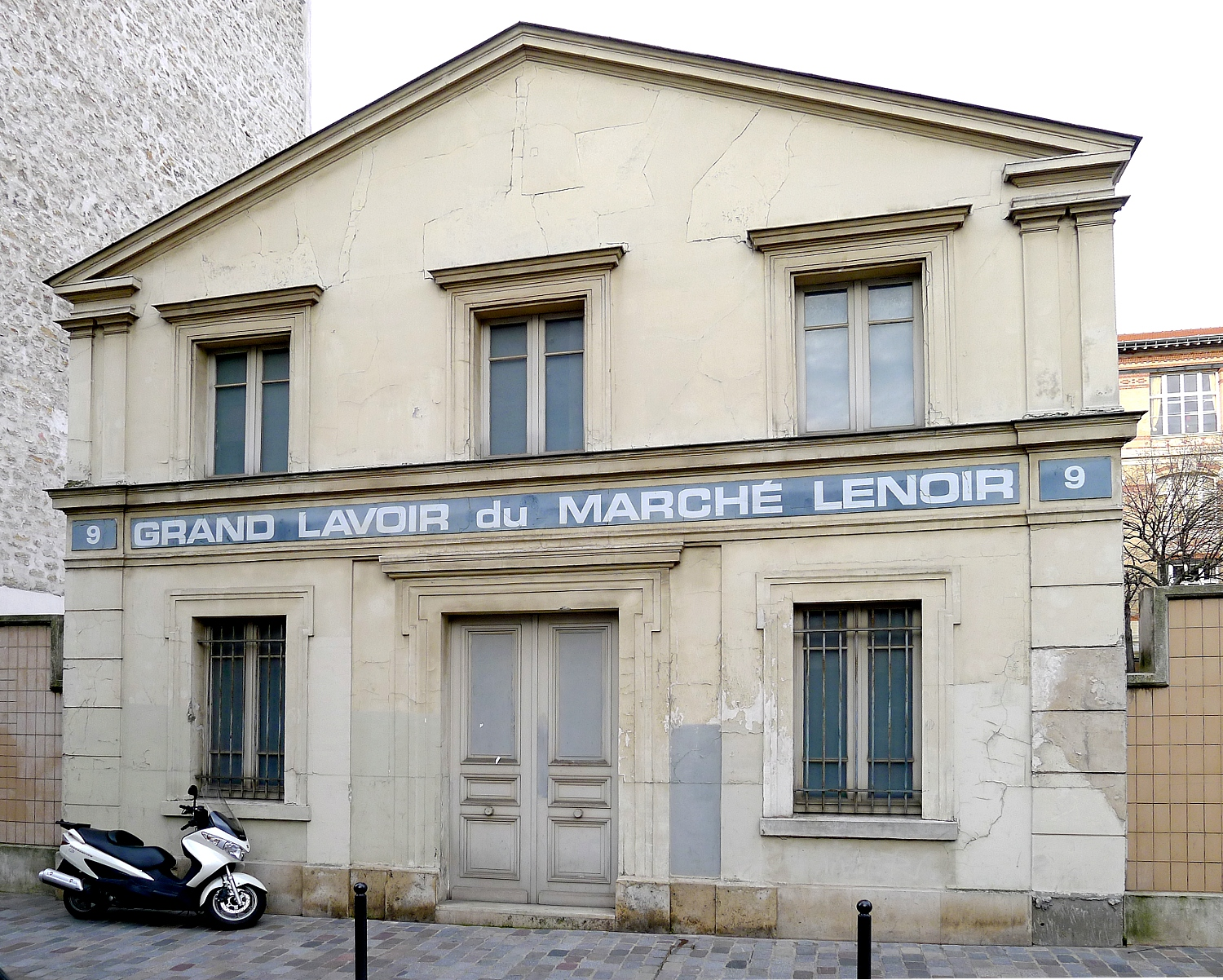
Lavoir du marché Lenoir en 2011.